# Реакція Судзукі
Реа́кція Судзу́кі (також Реакція Судзукі — Міяури) — каталізована паладієм реакція крос-сполучення боронових кислот з галогенідами.
Реакція найкраще відпрацьована для синтезу біарилів, проте нові каталізатори і синтетичні методи значно розширили область застосування цієї реакції; як компоненти можна використовувати не лише арил-, але й алкіл-, алкеніл- та алкінілпохідні. Замість боронових кислот можна використовувати похідні 9-борабіцикло[3.3.1]нонану (BBN), органотрифтороборатні солі або боронові естери (в першу чергу пінаколати, що просто одержуються в реакції Міяури). Реакція також може проходити з псевдогалогенідами, такими як трифлати (CF3SO3–) або нонафлати CF3CF2CF2CF2SO3–). Реакційна здатність субстратів спадає у ряду R2-I > R2-OTf > R2-Br >> R2-Cl, причому за присутності в будь-якій комноненті атомів хлору, каплінґ з використанням йодпохідних проходить селективно. Фториди до реакції Судзукі не вступають. Реакція каталізується фосфіновими або карбеновими комплексами паладію(0). По реакції Судзукі було опубліковано декілька оглядових статей. Реакція широко застосовується при синтезі поліолефінів, стиренів та біарилів. Реакцію вперше опублікували в 1979 році Акіра Судзукі та Норіо Міяура. За відкриття цієї реакції Акіра Судзукі в 2010 році отримав Нобелівську премію з хімії.

## Механізм
Механізм реакції Судзукі розглядають з точки зору перетворень паладієвого каталізатора. Першим кроком є окиснювальне приєднання паладію до галогеніду 2 з утворенням органопаладієвих молекул 3. Взаємодія з основою призводить до утворення інтермедіату 4, який через трансметалювання з боронатним комплексом 6 перетворюється на органопаладієві молекули 8. У результаті відновного елімінування (відщеплення) бажаного продукту 9 знову утворюється початковий каталізатор 1.

### Окиснювальне приєднання
Окиснювальне приєднання відбувається зі збереженням стереохімії вінілгалогенідів, однак призводить до обернення стереохімії алільних та бензильних гагогенідів. Внаслідок окиснювального приєднання спочатку утворюєтсься цис-паладієвий комплекс, які одразу ж ізомеризується до транс-комплексу.

### Відновне відщеплення
Використовуючи маркування дейтерієм, Ріджвей (англ. Ridgway) та ін. показав, що відновне відщеплення відбувається зі збереженням стереохімії. Також була досліджена відносна реакційна здатність різних металічних комплексів у С-С відновному відщепленні: Pd(IV), Pd(II) > Pt(IV), Pt(II), Rh(III) > Ir(III), Ru(II), Os(II).

## Застосування
Реакція Судзукі набула широкого застосування у синтезі складних органічних сполук. Реакцію Судзукі використали при синтезі з цитронелалю капарратрієну — природного продукту, який є дуже активним проти лейкемії.